# Johanna Haberer

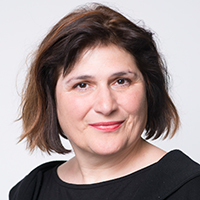
Johanna Haberer 2015

Johanna Haberer (* 26. Juli 1956 in München als Johanna Rückert) ist eine evangelische Theologin und Journalistin. Von 2001 bis 2022 war sie Professorin für Christliche Publizistik am Fachbereich Theologie der Friedrich-Alexander-Universität Erlangen-Nürnberg. Sie verantwortete die Masterstudiengänge Medien – Ethik – Religion (MER) seit 2008 und Christliche Medienkommunikation (CMK) ab WS 2015. Sie ist Autorin vielfältiger Beiträge, Vorträge und Rundfunkpredigten bei verschiedenen öffentlich-rechtlichen Sendern.

## Leben
Als drittes von vier Kindern von Gertrud und Georg Rückert 1956 in München geboren, studierte Johanna Haberer Theologie, Germanistik und Theaterwissenschaft an den Universitäten in München und Erlangen. Sie war Vikarin in Goldbach bei Aschaffenburg und Pfarrerin zur Anstellung in Schongau. Ihre journalistische Ausbildung erhielt sie als Volontärin bei der Christlichen Medienakademie. 
1984 und 1985 übernahm sie kommissarisch das Amt der Rundfunk- und Fernsehbeauftragten beim Bayerischen Rundfunk. Von 1985 bis 1989 arbeitete sie im Evangelischen Presseverband für Bayern als Referentin für den regionalen Hörfunk.
Die Evangelische Funkagentur in München (efa) wurde unter Haberers Leitung aufgebaut. Von 1990 bis 1994 arbeitet Haberer als theologische Redakteurin für die evangelische Filmgesellschaft Eikon GmbH. Sie war Autorin und Redakteurin für zahlreiche Fernsehfilme für ARD, ZDF, RTL usw.
Für das Sonntagsblatt. Evangelische Wochenzeitung für Bayern arbeitete sie von 1994 bis 1997 als Chefredakteurin. Die Leitung der Redaktion des Evangelischen Fernsehens (efs) im evangelischen Presseverband übernahm sie 1996. Seit 1996 ist sie Predigerin im Bayerischen Rundfunk in der Evangelischen Morgenfeier und bei Auf ein Wort. Von 2002 bis 2006 sprach sie Das Wort zum Sonntag. Von 1997 bis 2001 war sie Rundfunkbeauftragte des Rates der Evangelischen Kirche in Deutschland. In dieser Position vertrat sie die medienpolitischen Positionen der Kirche im dualen Rundfunksystem in Deutschland. Sie war die erste Frau, die in der ELKB für das Amt der Landesbischöfin vorgeschlagen wurde. Ihre Kandidatur 1999 als geschiedene Frau für dieses Amt war umstritten. Gewählt wurde im fünften Wahlgang der Mitbewerber Johannes Friedrich.
Von 2001 bis zu ihrer Pensionierung 2022 war Haberer Professorin an der Universität Erlangen-Nürnberg, wo sie die Abteilung Christliche Publizistik am Fachbereich Theologie leitete. Von 2003 bis 2010 war sie Universitätspredigerin. Zwischen 2006 und 2012 wurde sie dreimal als Prorektorin bzw. Vizepräsidentin der Universität mit dem Aufgabengebiet Lehre und Studium wiedergewählt.
Am 13. Februar 2009 wurde Haberer neben dem Koblenzer Superintendenten Markus Dröge und dem Direktor der Evangelischen Akademie in Berlin Rüdiger Sachau als Kandidatin für die Wahl des Berliner Bischofs in Nachfolge von Wolfgang Huber vom Berufungsausschuss der Evangelischen Kirche Berlin-Brandenburg-schlesische Oberlausitz nominiert. Bischof der EKBO wurde Markus Dröge.
Haberer war Mitglied der Jury des evangelischen Filmpreises (Robert-Geisendörfer-Preis) und der Jury des Karl-Buchrucker-Preises der Inneren Mission München. Sie war Mitherausgeberin von Publik-Forum und ist Aufsichtsratsmitglied und Koordinatorin der Seelsorge in der Augustinum gGmbH und Aufsichtsratsmitglied im Berliner Wichern-Verlag sowie im Redaktionsbeirat von Die Kirche Berlin und Zeitzeichen Berlin.
Im Mai 2017 wurde Haberer durch die Bayerische Landeskirche ELKB in den Medienrat der Bayerischen Landeszentrale für Neue Medien (BLM) entsandt.
Seit Juli 2018 ist Haberer Mitglied der Datenethikkommission der Bundesregierung, die am 5. September 2018 in Berlin ihre Arbeit aufnahm. Im Oktober 2020 ist Haberer in den neu geschaffenen Bayerischen Ethikrat berufen worden.
Darüber hinaus hat sie gemeinsam mit Renate Daniel die wissenschaftliche Leitung der Internationalen Gesellschaft für Tiefenpsychologie inne.
Seit 2024 ist Haberer Pfarrerin der Evangelischen Gemeinde deutscher Sprache in Thessaloniki.
Johanna Haberer hat eine Tochter. Haberers Bruder ist Markus Rückert, Geschäftsführer der Augustinum gGmbH, ihre Schwester ist Sabine Rückert, bis 2023 stellvertretende Chefredakteurin der Wochenzeitung Die Zeit. Gemeinsam mit Sabine Rückert nimmt Johanna Haberer seit Dezember 2019 den Bibel-Podcast „Unter Pfarrerstöchtern“ auf.

## Werke
- Er liebte seine Kirche: Bischof Hans Meiser und die Bayerische Landeskirche im Nationalsozialismus. Claudius, München 1996, ISBN 3-532-62203-3.
- Gottes Korrespondenten: geistliche Rede in der Mediengesellschaft. Kohlhammer, Stuttgart 2004, ISBN 3-17-018745-7.
- hrsg. mit Friedrich Kraft: Lesebuch christliche Publizistik. Christliche Publizistik, Erlangen 2004, ISBN 3-933992-10-9.
- Das Leitungsamt der Kirche in unserer Zeit. Claudius, München 2008, ISBN 978-3-583-33114-3.
- Digitale Theologie. Gott und die Medienrevolution der Gegenwart. Kösel, München 2015, ISBN 978-3-466-37124-2.
- Die Seele. Versuch einer Reanimation. Claudius Verlag, München 2021, ISBN 978-3-532-62861-4.